# إيزيدور إبستاين
إيزيدور إبستاين (بالليتوانية: Isidore Epstein)‏ هو حاخام ليتواني، ولد في 1894 في كاوناس في ليتوانيا، وتوفي في 1962.